# Burgon & Ball
Burgon & Ball ist ein britisches Unternehmen, das im Werkzeugbau bzw. der Metallverarbeitung tätig ist. Als ältester Anbieter von geschmiedeten Werkzeugen und Gartengeräten für Zier- und Nutzgärten in England kooperiert Burgon & Ball mit der Royal Horticultural Society und bietet eine große Auswahl an handgearbeiteten kleinen und großen Gartenwerkzeugen aus Carbonstahl an, die auch international vertrieben werden.

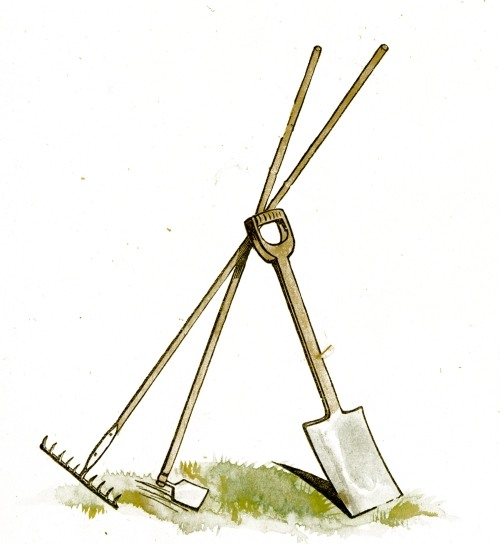
Mittlerweile ist Burgon & Ball der älteste britische Hersteller für Gartenwerkzeuge

## Unternehmensgeschichte
Das Unternehmen wurde nach eigenen Angaben 1730 in Sheffield gegründet, wobei es für die frühen Jahre keine verlässlichen Nachweise gibt und der Name ein anderer war. Zu den ersten belegten, öffentlichen Präsentationen des Angebots zählte die Beteiligung an der Londoner Industrieausstellung im Jahr 1851. Die Zusammenarbeit zwischen Charles Burgon und James Ball kam jedoch erst im Jahr 1866 zu Stande, als die beiden gemeinsam ein Patent zum Scheren von Schafen einreichten. Ab 1894 zählten auch Fahrräder mit Gummibereifung zum Angebot, wobei Australien zu den wichtigsten Überseekunden zählte. Da bei einem Feuer im Jahr 1878 zahlreiche Unterlagen zerstört wurden, ist kaum Material zur frühen Firmengeschichte erhalten.
Im Jahr 1862 wurde der Markenname La Plata eingeführt  und 1898 wurde das Unternehmen zur Kapitalgesellschaft.

## Kraftfahrzeuge
Unter Leitung von Benjamin Hinds wurden zwischen 1903 und 1906 auch Automobile produziert und unter dem Markennamen La Plata angeboten. Dazu bezog das Unternehmen Fahrgestelle von verschiedenen französischen Herstellern aus Boulogne, Niort (vermutlich Automobiles Barré) und Paris (vermutlich Lacoste & Battmann). Einbaumotoren von De Dion-Bouton trieben die Modelle 6 HP und 9 HP an. Der 12 HP erhielt einen Motor von Aster. 1905 erschien das Modell Tricar, dem Namen nach ein Dreirad, dessen Motor 3 PS leistete. Ein Fahrzeug wurde von Laycock karosseriert. Der Markterfolg blieb gering. Insgesamt entstanden 16 Kraftfahrzeuge: 1903 vier, 1904 und 1905 zusammen elf, 1906 eins.

## Gartenwerkzeuge
Das Unternehmen stellt nach wie vor große und kleine handgeschmiedete Gartengeräte her, die für unterschiedliche gärtnerische Tätigkeiten ausgerichtet sind, wie z. B. die mechanische Unkrautbekämpfung, wobei auch kleine Werkzeuge für Kinder sowie die Gartenarbeit in Balkongärten und Hochbeeten angeboten werden.
Auf alle von der RHS empfohlenen Werkzeuge gewährt das Unternehmen eine 10-jährige Garantie. Die Stiele der geschmiedeten Werkzeuge bestehen ausschließlich aus FSC-zertifiziertem Holz und beinhaltet unter anderem folgende Artikel:
- Äxte und Beile
- Grabegabeln
- Gartenscheren
- Gießkannen (aus Metall)
- Hippen und Gartenmesser
- Handsägen
- Heckenscheren
- Laubbesen
- Pflanzkellen
- Rechen
- Rosengabeln
- diverse Schaufeln
- Sicheln
- Spaten